# Мышанский сельсовет
Мы́шанский сельсовет — административная единица на территории Петриковского района Гомельской области Республики Беларусь. Административный центр — деревня Мышанка.

## Состав
Мышанский сельсовет включает 6 населённых пунктов:
- Беседки — деревня
- Баянов — деревня
- Мышанка — деревня
- Новые Кацуры — деревня
- Старые Кацуры — деревня
- Теребов — деревня